# Świętoborzyce
Świętoborzyce – boczna linia książęcej dynastii Gryfitów, istniejąca w XII i XIII wieku. Książęta pomorscy uznawali ich za swoich krewniaków, mimo to członkom tego rodu nie przysługiwał żaden tytuł książęcy i z czasem upodobnili się do zwykłych wielmożów.
Eponimem rodu był żyjący w połowie XII wieku Świętobor Starszy. Był w niejasny sposób spokrewniony z Warcisławem I i Raciborem I, być może ich bratem i synem księcia Świętobora. Jego syn Warcisław II był kasztelanem szczecińskim.
Tablica genealogiczna Świętoborzyców jest nadal umowna i rekonstruowana na podstawie list świadków w dokumentach z tamtego okresu. Dyskusyjna jest przynależność biskupa kamieńskiego Konrada do rodu Świętoborzyców. Ostatnim znanym Świętoborzycem jest rycerz Kazimierz Młodszy, który zmarł najpóźniej w 1280 roku.

## Hipotetyczna genealogia Świętoborzyców
1. Świętobor Starszy († przed 1168 lub 1173)
  1. Warcisław II († 1196), kasztelan szczeciński
    1. Bartłomiej Starszy († po 19 listopada 1219), kasztelan szczeciński
      1. Warcisław Młodszy († najp. 1232), kasztelan szczeciński
        1. Bartłomiej Młodszy († przed 1260)

    2. Konrad II († po 7 października, a przed 13 listopada-25 grudnia 1233), biskup kamieński
    3. Kazimierz Starszy († przed 1220)
      1. Świętobor Młodszy († około 1244)
        1. Kazimierz Młodszy († najp. w 1280)